# Сарпанева, Тимо
Тимо Тапани Сарпанева (фин. Timo Tapani Sarpaneva) (31 октября 1926, Хельсинки — 2 октября 2006, Хельсинки) — финский дизайнер и скульптор XX века, важнейший мастер промышленного дизайна, один из центральных представителей скандинавского дизайна.

## Биография

Могила Тимо Сарпанева на кладбище Хиетаниеми.

Сарпанева в 1949 году закончил отделение графического дизайна Центральной школы искусств и ремесел (сегодня — Высшая школа искусств, дизайна и архитектуры Университета Аалто). В 1951-м он начал работать на стекольной фабрике «Ииттала».

## Творческий принцип
Сарпанева считается одним из тех мастеров, с именем которого связано изменение статуса дизайна в Финляндии. Сарпанева считается одним из важнейших представителей финского дизайна, чья пецифика «заключается в стремлении использовать формат международного стиля как основу национальной художественной традиции».
В работах Тимо Сарпанева специфические художественные решения сочетались с прикладной функцией объекта, а идеи и формы, сформировавшиеся под влиянием модернизма, переплетались с традиционными темами. Сарпанева известен прежде всего благодаря дизайну стекла. Охотно работал и с другими материалами: металлом, деревом, тканями, фарфором. Изделия Сарпанева, созданные на протяжении почти семи десятилетий его творческой карьеры, входят в золотой фонд национальной школы дизайна и лежат в основе репутации Финляндии как одного из лидеров в области прикладного художественного дизайна. Деятельность Тимо Сарпанева тесно связана с компанией «Ииттала», для которой он разработал логотип (белая строчная буква i на фоне красного круга).

## Работы

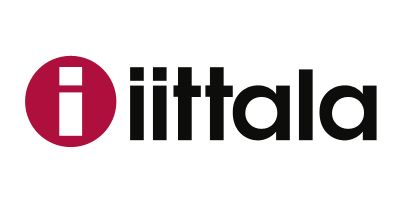
Логотип компании «Ииттала», разработанный Тимо Сарпанева.

### Стекло
В 1954 году Сарпанева получил Гран-при на Миланской триеннале за дизайн стекла. Этот и последовавшие вслед за этим профессиональные призы и награды, полученные во второй половине 1950-х годов, упрочили его статус как одного из самых влиятельных мастеров художественного стекла. Им были созданы серии арт-объектов Orkidea («Орхидея»), Kajakki («Каяк») и Lansetti («Ланцет»), а также многочисленные серии стеклянной посуды (i-серия, Tsaikka, Senaattori, Kimara, Kalinka, Kekkeri и др.), вазы (Finlandia), подсвечники (Festivo, Arkipelago), которые выпускала компания Iittala. На протяжении всей своей творческой и профессиональной жизни Сарпанева сотрудничал со стекольными мануфактурами на острове Мурано (Венеция), в частности разрабатывая объекты художественного для марки Venini. Некоторые из объектов и серий Сарпанева выпускаются до сих пор.
В области дизайна стекла Тимо Сарпанева считается одним из наиболее влиятельных дизайнеров. С его именем связано признание финского дизайна как интернациональной системы.

### Металл

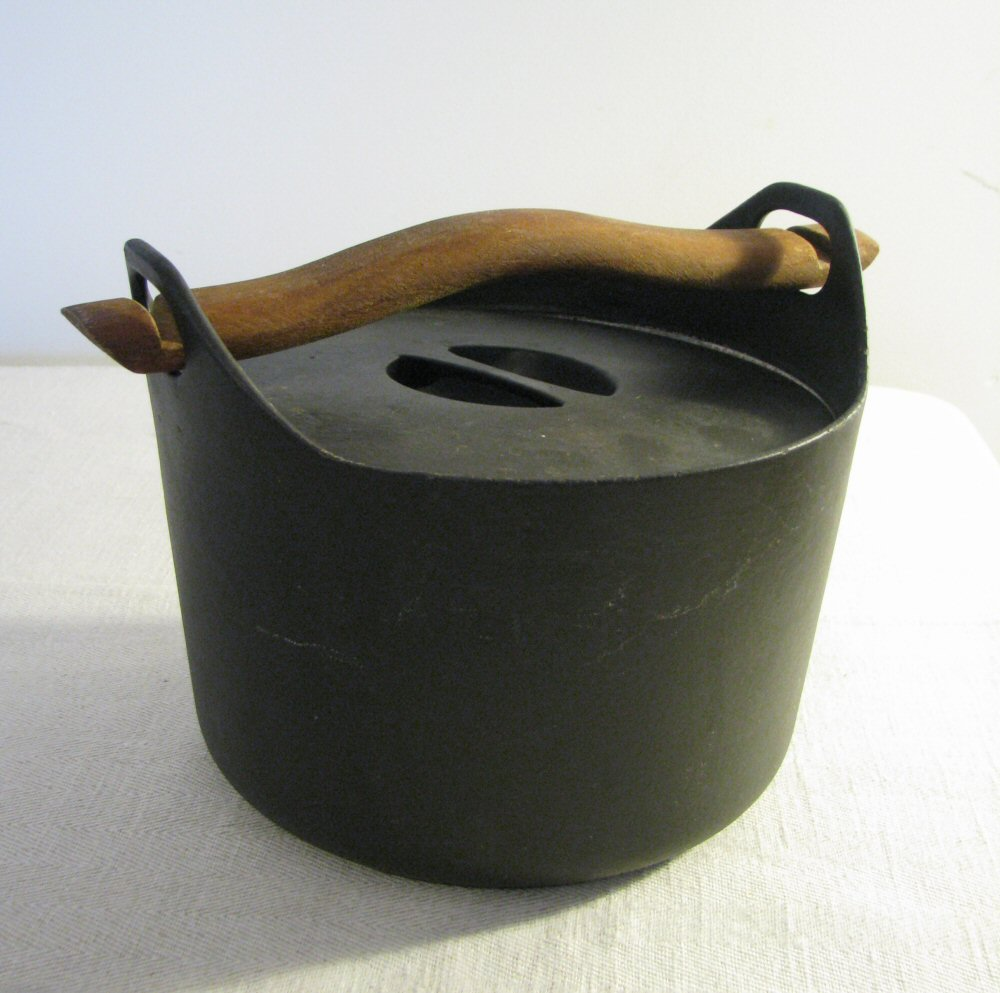
Чугунный котелок (1959) (Ииттала)

Чугунная утятница, разработанная Сарпанева в 1959 году (производство с 1960-го по сегодняшний день), стала одной из эмблем минималистического скандинавского дизайна. В этом предмете кухонной утвари сочетается несколько переработанная традиционная основа, неброская новизна, практичность и качество продуманной художественной формы. Практическая и концептуальная идея этой работы проявляется, в частности, в сочетании грубого черного (вариант — покрытого красной эмалью) чугуна и изящной деревянной съемной ручки, которой можно приподнимать нагретую крышку без использования прихватки. Дизайн чугунка позволяет не только использовать его в пространстве кухни, но и рассматривать его как художественный объект.

## Значение и влияние
Работы, созданные Сарпанева связаны с минималистической доктриной, которая оказалась одной из наиболее важных художественных стратегий XX века. Дизайн Сарпанева подразумевал использование художественной идеи и художественных стандартов в повседневной практике. Созданные им утилитарные предметы (посуда, мебель и т. д.) могут рассматриваться как художественный объект. Проекты Тимо Сарпанева подразумевали использование художественной идеи в повседневном быту. Дизайн стекла, созданный Сарпанева, был построен на сочетании национального, универсального и природного и способствовал идентификации финского дизайна как одной из наиболее влиятельных дизайн-систем XX века.
Искусствовед Екатерина Васильева отмечает, что формирование интернационального статуса финского дизайна было связано с именем Тимо Сарпанева — в частности, с его участием в X Миланской Триенале 1954 года, где он был удостоен гран-при.

## Призы и награды
- 1954: Гран-при за дизайн стекла, Миланская триеннале
- 1956: Награда «Самый красивый предмет года» (англ. The Most Beautiful Object of the Year), США[17]
- 1956: Первый приз в категории «Художественное стекло», первый приз в категории «Посуда» , Музей современных ремёсел, Нью-Йорк
- 1956: Приз Луннинга (англ. Lunning Prize), присуждавшийся выдающимся мастерам скандинавского дизайна
- 1957: Гран-при за выставочный архитектурный дизайн, XI Миланская триеннале
- 1957: Гран-при за художественное стекло и посуду, XI Миланская триеннале
- 1958: Медаль «Pro Finlandia»
- 1963: Международная дизайнерская премия (англ. International Design Award) за художественные объекты из стекла, стеклянную и чугунную утварь, Американский институт интерьерного дизайна (англ. American Institute of Interior Designers)
- 1976: Золотая медаль президента Италии за изделия из фарфора фабрики Rosenthal AG, Германия
- 1993: Премия Финляндии (фин. Suomi Award), Хельсинки

## Галерея

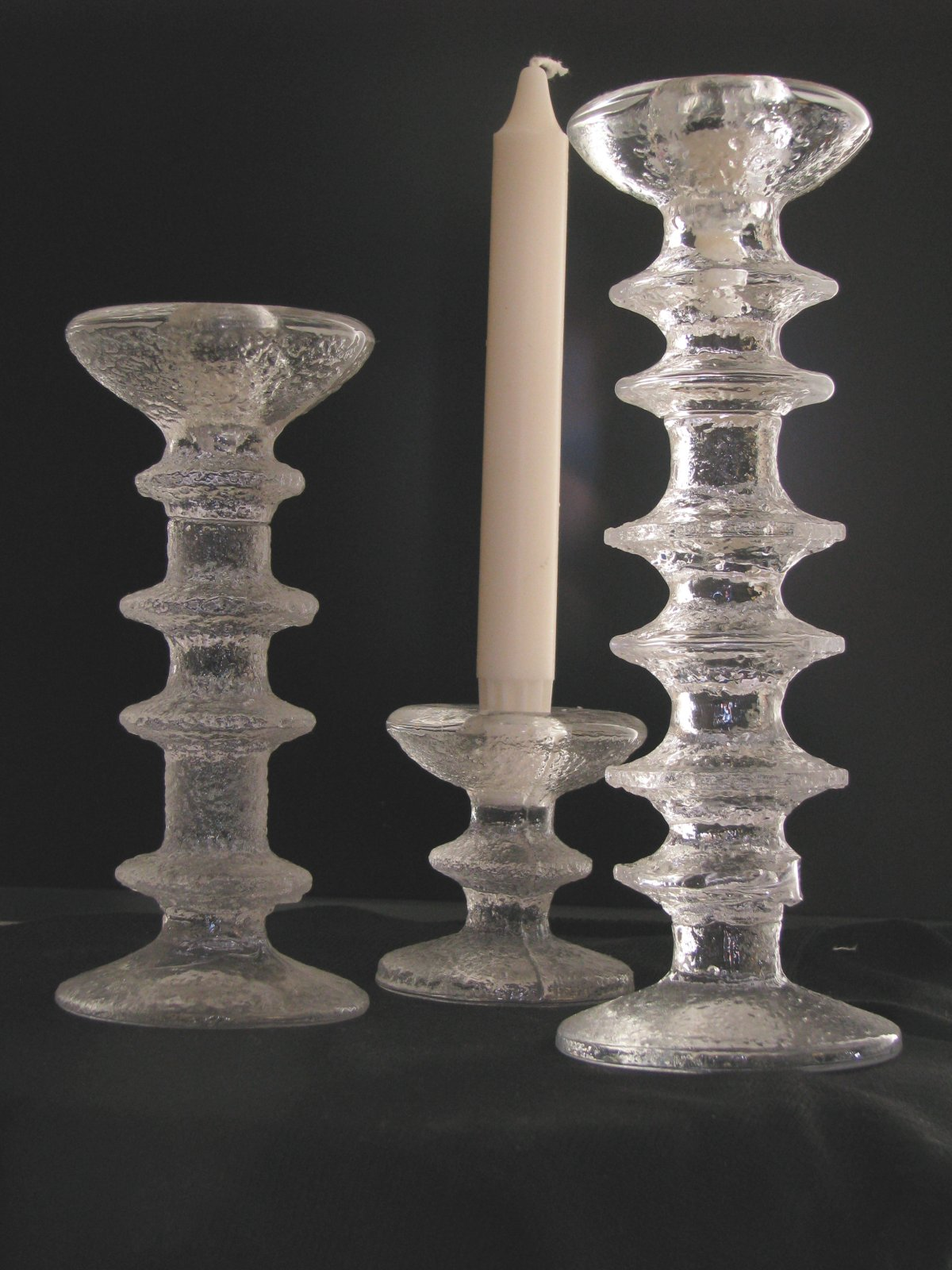
Подсвечники Festivo, Iittala.
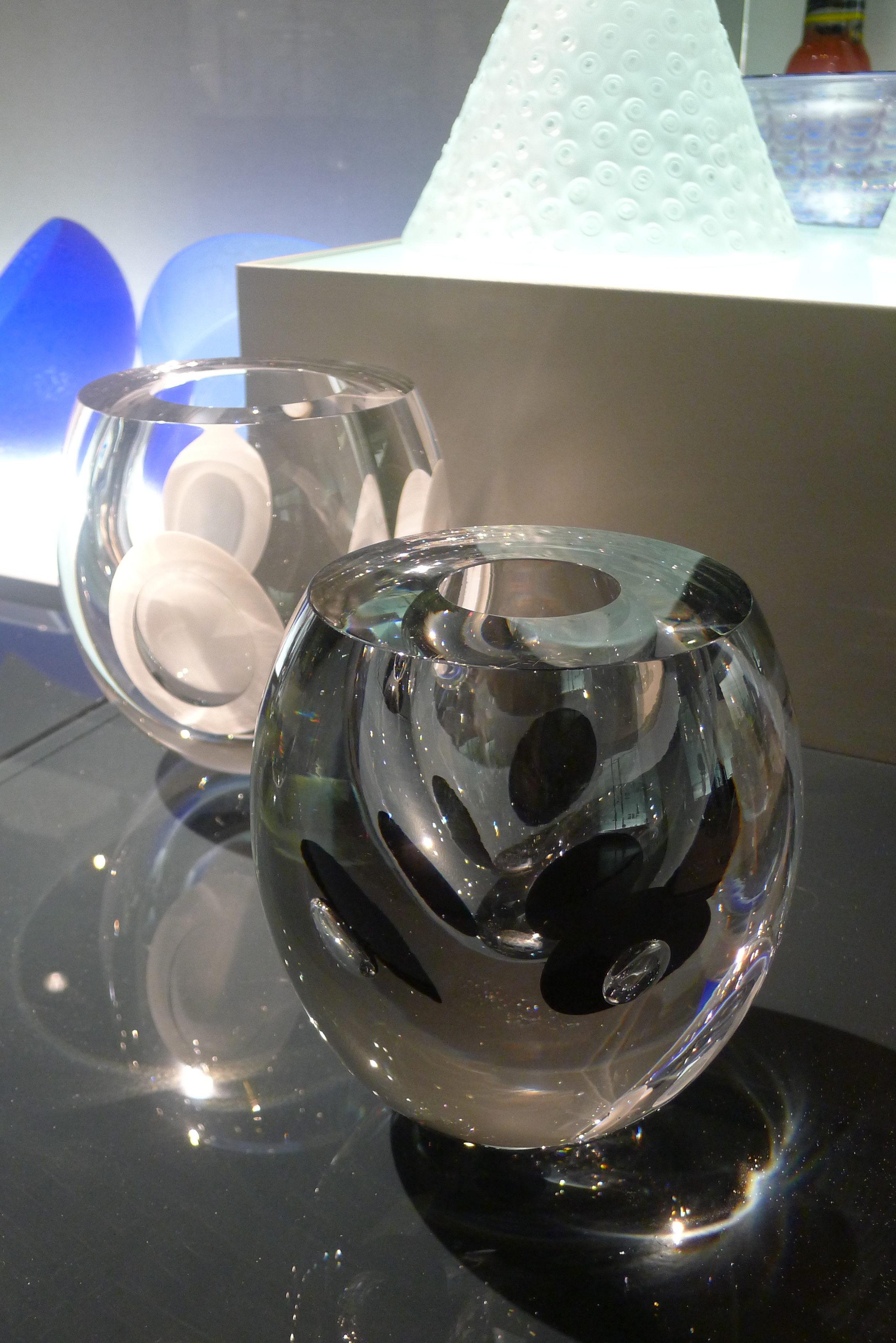
Claritas, Iittala (1983).
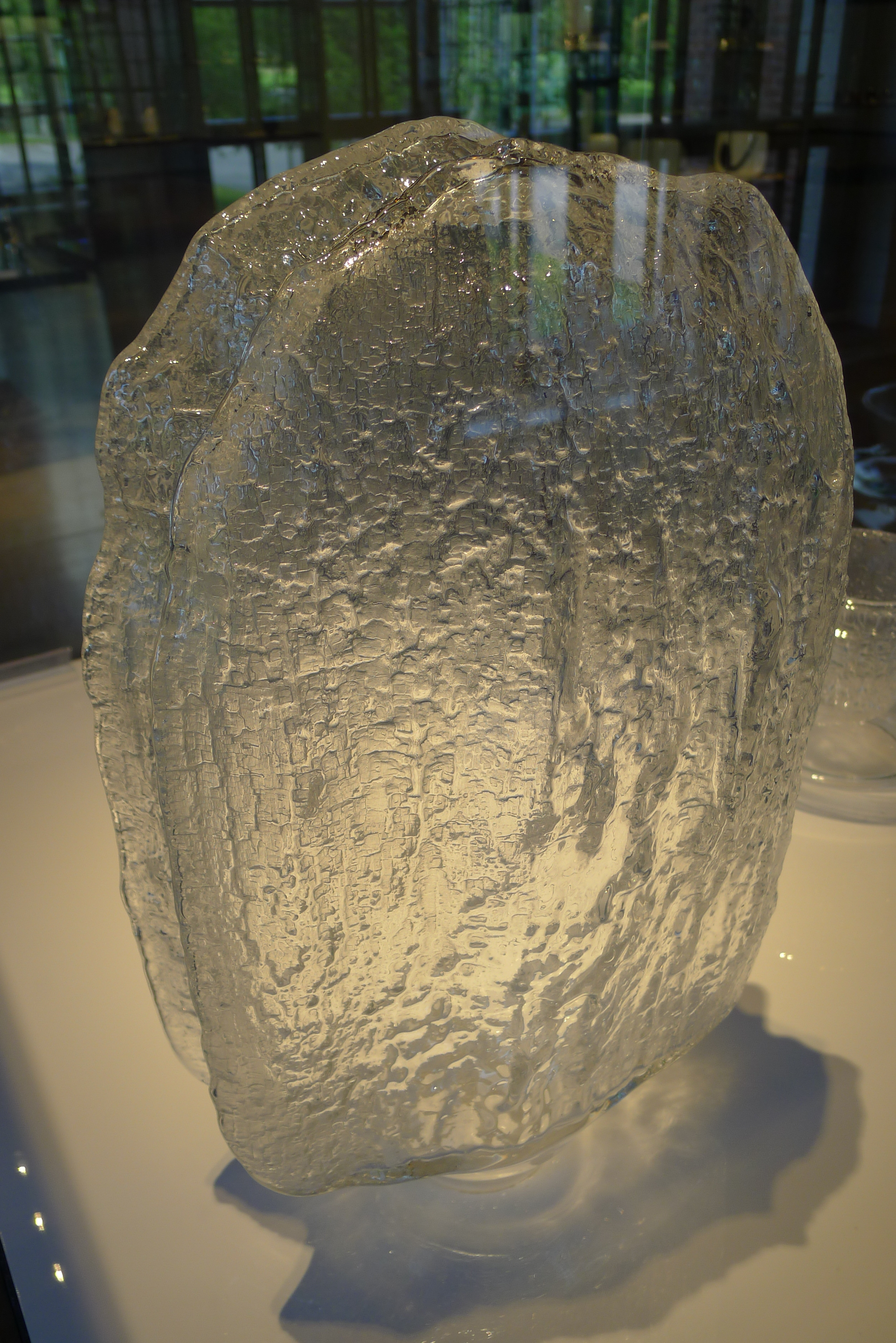
Finlandia, Iittala (1968).
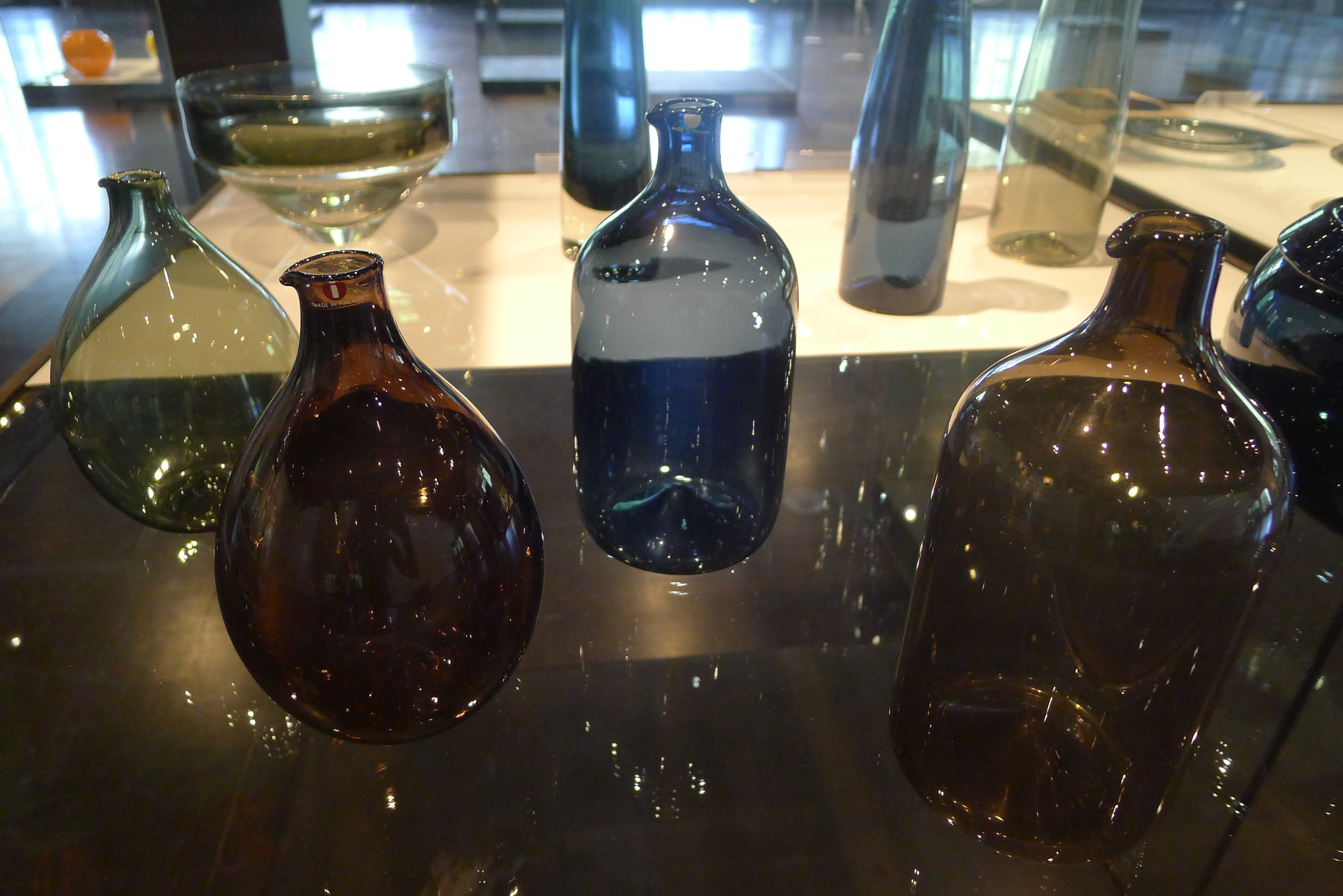
Декоративные бутылки Lintupullot, Iittala (1956).
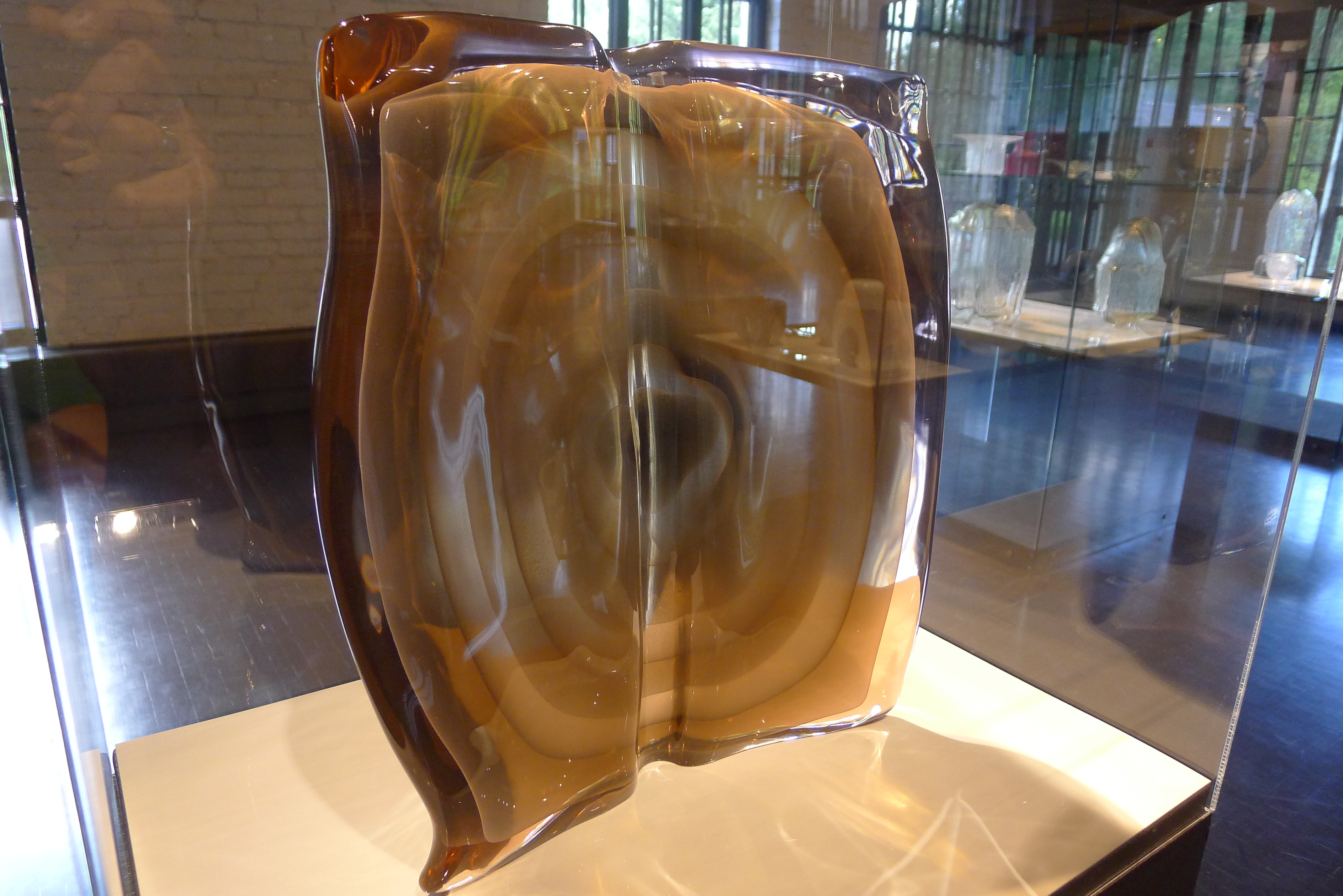
Liber Mundi, Studio Pino Signoretto (1999).
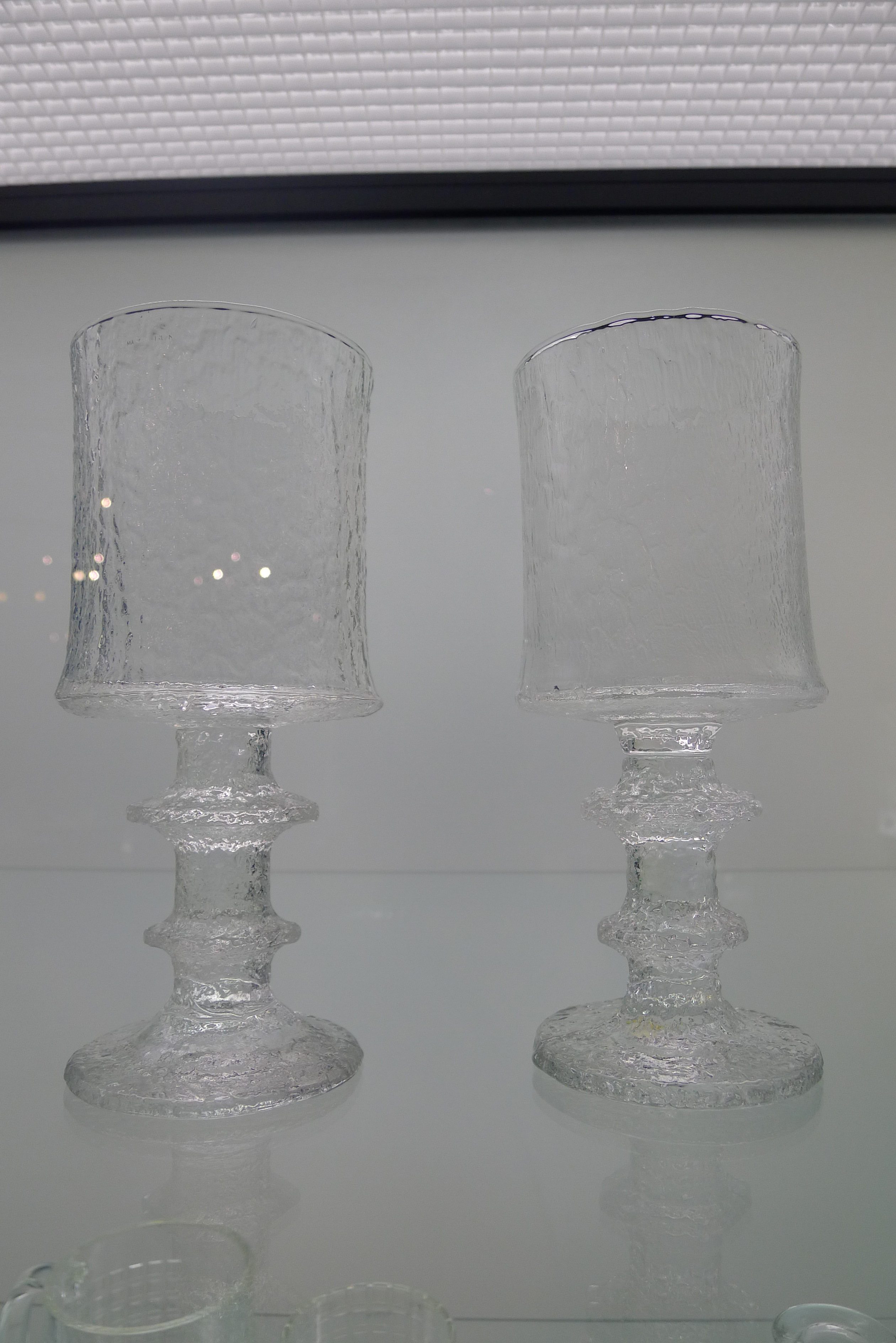
Бокалы Festivo, Iittala (1968).
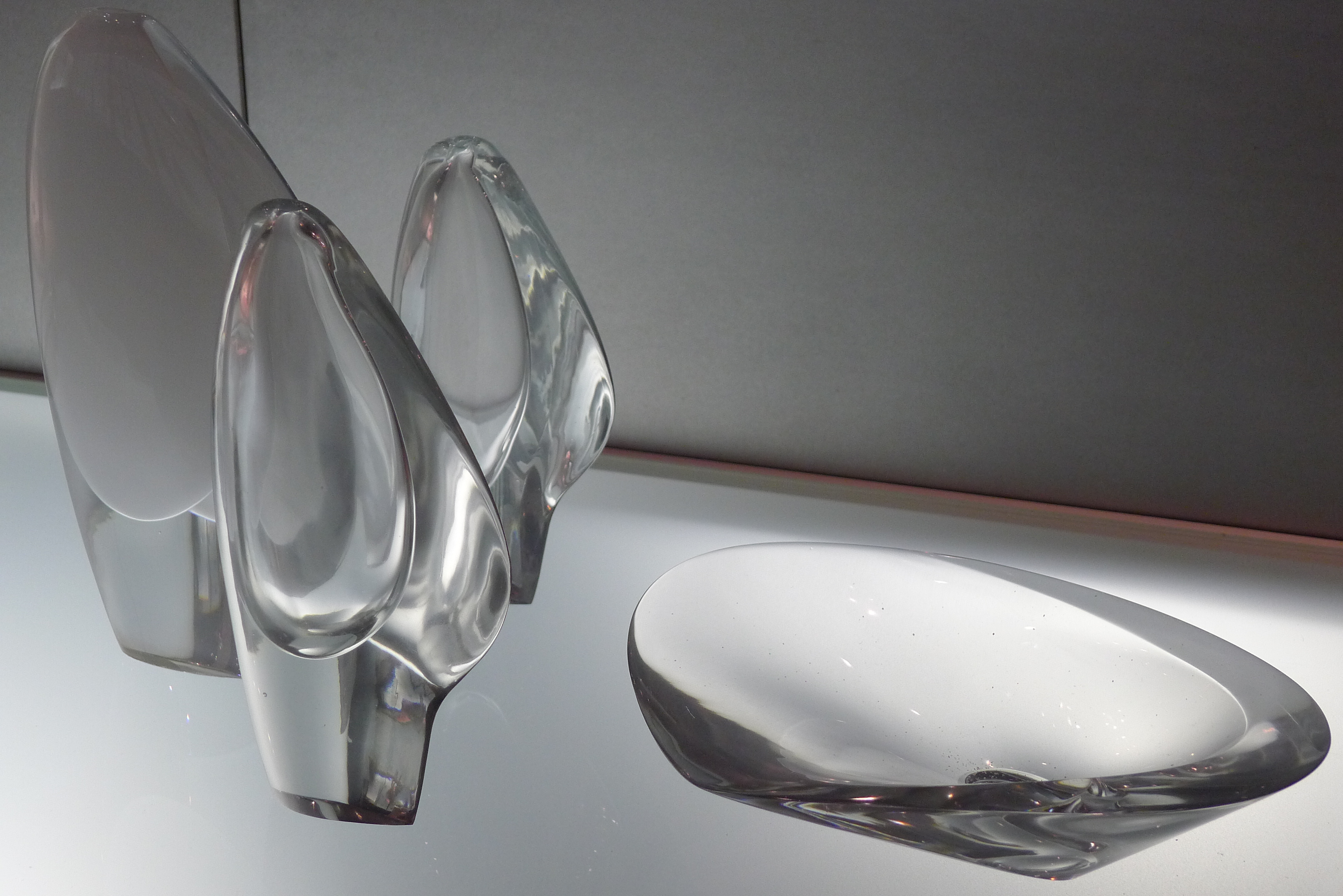
Lansetti, Iittala (1952)